# Imeni Pjaskorśkoho
Imeni Pjaskorśkoho (ukr. Імені П'яскорського) – przystanek kolejowy w miejscowości Horodyszcze, w rejonie szepetowskim, w obwodzie chmielnickim, na Ukrainie. Położony jest na liniach Szepetówka – Starokonstantynów oraz Szepetówka – Tarnopol.
Przystanek został nazwany na cześć Mykoły Stanisławowycza Pjaskorśkiego – pochodzącego z Horodyszczy sapera Armii Radzieckiej, który zginął w 1963 podczas rozminowywania Algierii.